# Miljømæssige sikkerhedstrusler
Miljømæssige sikkerhedstrusler kan både være globale og nationale. Drivhuseffekten og ozonhullet er globale sikkerhedstrusler, fordi de repræsenterer en trussel mod klodens overlevelse. Alle nationer er dog i forskellig grad påvirket af de globale miljømæssige sikkerhedstrusler. Det er katastrofalt for eksempelvis Holland og Bangladesh, hvis drivhuseffekten øger jordens opvarmning og derved skaber oversvømmelseskatastrofer i disse lande. Andre lande vil kunne drage fordel af jordens opvarmning, fordi det kan give dem udsigt til en bedre høst. Landets beliggenhed afgør altså i høj grad truslens omfang. Derved kan der opstå uenigheder omkring, hvordan man skal tackle den globale opvarmning pga. forskellige interesser.
Danmark er ikke i stor grad påvirket af globale sikkerhedstrusler. Vi har dog måtte affinde os med, at vores hovedstad ligger 20 km fra det svenske atomkraftværk Barsebäck. Ydermere er forureningen af Østersøen fra de polske floder en anden miljøtrussel mod Danmark.
Det er vigtigt at skelne mellem almindelig politik og sikkerhedspolitik. Det er kun tale om sikkerhedspolitik, når nogle grundlæggende strukturer eller mekanismer i et samfund er truet. Der anvendes bløde midler til at bekæmpe miljømæssige sikkerhedstrusler i form af energipolitik. Derved er det muligt at imødekomme økonomiske og miljømæssige trusler. Der kan dog også blive nødvendigt i fremtiden at anvende hårde midler i form af militær magt for at reducere de miljømæssige trusler.